# Marenla
Marenla est une commune française située dans le département du Pas-de-Calais en région Hauts-de-France. Ses habitants sont appelés les Marenlois. La commune fait partie de la communauté de communes des 7 Vallées.

## Géographie

### Localisation
Localisée dans le sud-ouest du département du Pas-de-Calais, Marenla est une commune de la vallée de la Canche située, à vol d'oiseau, à 7 km au sud-est de la commune de Montreuil-sur-Mer (chef-lieu d'arrondissement).
Le territoire de la commune est limitrophe de ceux de huit communes.
Les communes limitrophes sont Aix-en-Issart, Beaurainville, Brimeux, Lespinoy, Loison-sur-Créquoise, Marant, Marles-sur-Canche et Saint-Denœux.

### Géologie et relief
La superficie de la commune est de 10,04 km2 ; son altitude varie de 6  à   96 mètres.

### Hydrographie
Le territoire de la commune est situé dans le bassin Artois-Picardie.
Il est traversé par la Canche, un cours d'eau naturel de 100,22 km, qui prend sa source dans la commune de Gouy-en-Ternois et se jette dans la Manche entre Étaples et Le Touquet-Paris-Plage, et par le fleuve la Canche, d'une longueur de 0,75 km.

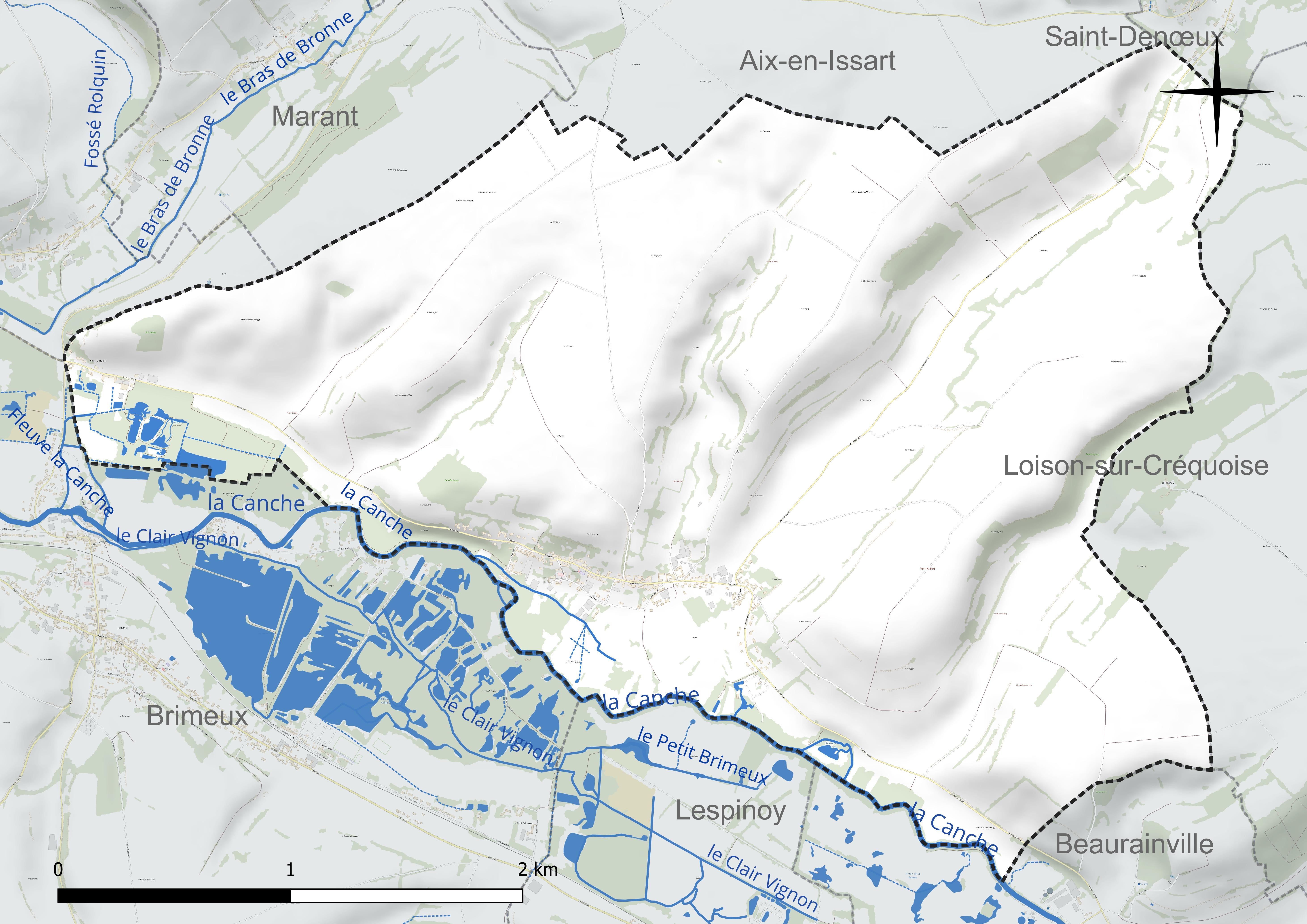
Réseau hydrographique de Marenla.

### Climat
Pour des articles plus généraux, voir Climat des Hauts-de-France et Climat du Pas-de-Calais.
En 2010, le climat de la commune est de type climat océanique franc, selon une étude du CNRS s'appuyant sur une série de données couvrant la période 1971-2000. En 2020, Météo-France publie une typologie des climats de la France métropolitaine dans laquelle la commune est exposée à un climat océanique et est dans la région climatique Côtes de la Manche orientale, caractérisée par un faible ensoleillement (1 550 h/an) ; forte humidité de l’air (plus de 20 h/jour avec humidité relative > 80 % en hiver), vents forts fréquents.
Pour la période 1971-2000, la température annuelle moyenne est de 10,6 °C, avec une amplitude thermique annuelle de 13,4 °C. Le cumul annuel moyen de précipitations est de 951 mm, avec 13,1 jours de précipitations en janvier et 8,2 jours en juillet. Pour la période 1991-2020, la température moyenne annuelle observée sur la station météorologique la plus proche, située sur la commune de Radinghem à 21 km à vol d'oiseau, est de 10,5 °C et le cumul annuel moyen de précipitations est de 1 038,1 mm,. Pour l'avenir, les paramètres climatiques de la commune estimés pour 2050 selon différents scénarios d'émission de gaz à effet de serre sont consultables sur un site dédié publié par Météo-France en novembre 2022.

### Paysages
Pour un article plus général, voir Paysage en France.
La commune est située dans le « paysage montreuillois » tel que défini dans l’atlas des paysages de la région Nord-Pas-de-Calais, conçu par la direction régionale de l'Environnement, de l'Aménagement et du Logement (DREAL),. Ce paysage, qui concerne 98 communes, se délimite : à l’Ouest par des falaises qui, avec le recul de la mer, ont donné naissance aux bas-champs ourlées de dunes ; au Nord par la boutonnière du Boulonnais ; au sud par le vaste plateau formé par la vallée de l’Authie, et à l’Est par les paysages du Ternois et de Haut-Artois. Ce paysage régional, avec, dans son axe central, la vallée de la Canche et ses nombreux affluents comme la Course, la Créquoise, la Planquette…, offre une alternance de vallées et de plateaux, appelée « ondulations montreuilloises ». Dans ce paysage, et plus particulièrement sur les plateaux, on cultive la betterave sucrière, le blé et le maïs, et les plateaux entre la Ternoise et la Créquoise sont couverts de vastes massifs forestiers comme la forêt d'Hesdin, les bois de Fressin, Sains-lès-Fressin, Créquy….

### Milieux naturels et biodiversité

#### Espaces protégés et gérés
La protection réglementaire est le mode d’intervention le plus fort pour préserver des espaces naturels remarquables et leur biodiversité associée.
Dans ce cadre, le territoire de la commune fait partie de trois espaces protégés et gérés (location, convention de gestion) par le Conservatoire d'espaces naturels des Hauts-de-France : 
- la cavité du Flayer d’une superficie de 4,983 ha[15] ;
- le marais de Beaurainchâteau d’une superficie de 62,371 ha[16] ;
- le marais du Planty d’une superficie de 9,542 ha[17].

#### Zones naturelles d'intérêt écologique, faunistique et floristique
L’inventaire des zones naturelles d'intérêt écologique, faunistique et floristique (ZNIEFF) a pour objectif de réaliser une couverture des zones les plus intéressantes sur le plan écologique, essentiellement dans la perspective d’améliorer la connaissance du patrimoine naturel national et de fournir aux différents décideurs un outil d’aide à la prise en compte de l’environnement dans l’aménagement du territoire.
Le territoire communal comprend deux ZNIEFF de type 2 :
- la basse vallée de la Canche et ses versants en aval d’Hesdin[18] ;
- les vallées de la Créquoise et de la Planquette, d’une superficie de 15 157 ha et d'une altitude variant de 13  à   181 m. Ces deux vallées se situent aux confins de deux régions naturelles : le Haut Pays d’Artois et le Ternois et constituent un des paysages ruraux traditionnels du Nord-Pas-de-Calais les mieux conservés[19].

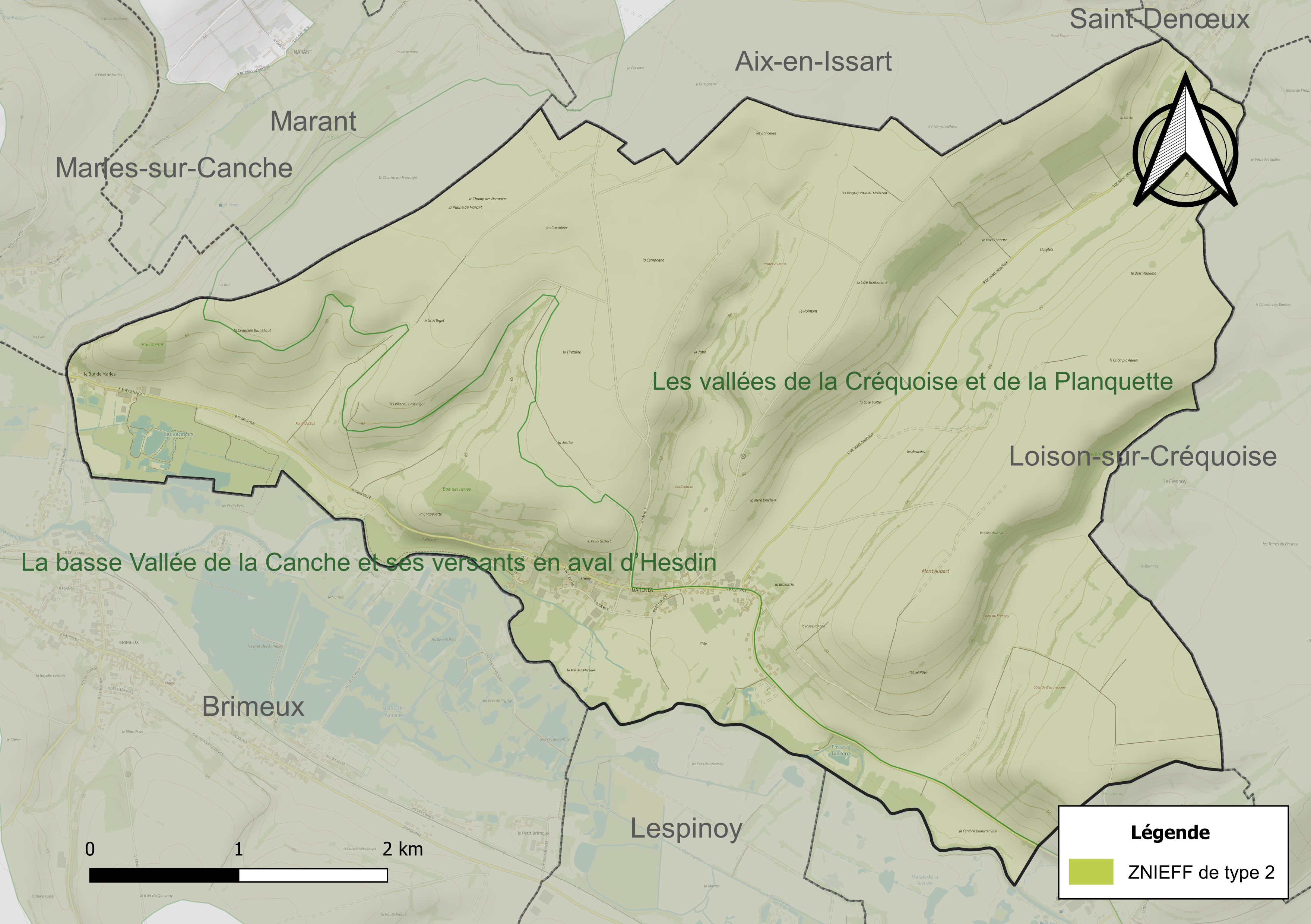
Carte des ZNIEFF sur la commune.

#### Espèces faunistiques et floristiques
L’Inventaire national du patrimoine naturel (INPN) recense plusieurs espèces faunistiques et floristiques sur le territoire de la commune dont certaines sont protégées et d’autres menacées et quasi-menacées.

## Urbanisme

### Typologie
Au 1er janvier 2024, Marenla est catégorisée commune rurale à habitat dispersé, selon la nouvelle grille communale de densité à sept niveaux définie par l'Insee en 2022.
Elle est située hors unité urbaine et hors attraction des villes,.

### Occupation des sols
L'occupation des sols de la commune, telle qu'elle ressort de la base de données européenne d’occupation biophysique des sols Corine Land Cover (CLC), est marquée par l'importance des territoires agricoles (91,7 % en 2018), une proportion identique à celle de 1990 (91,7 %). La répartition détaillée en 2018 est la suivante : 
terres arables (62,5 %), prairies (29,1 %), forêts (5,1 %), zones urbanisées (3,1 %), zones agricoles hétérogènes (0,1 %). L'évolution de l’occupation des sols de la commune et de ses infrastructures peut être observée sur les différentes représentations cartographiques du territoire : la carte de Cassini (XVIIIe siècle), la carte d'état-major (1820-1866) et les cartes ou photos aériennes de l'IGN pour la période actuelle (1950 à aujourd'hui).

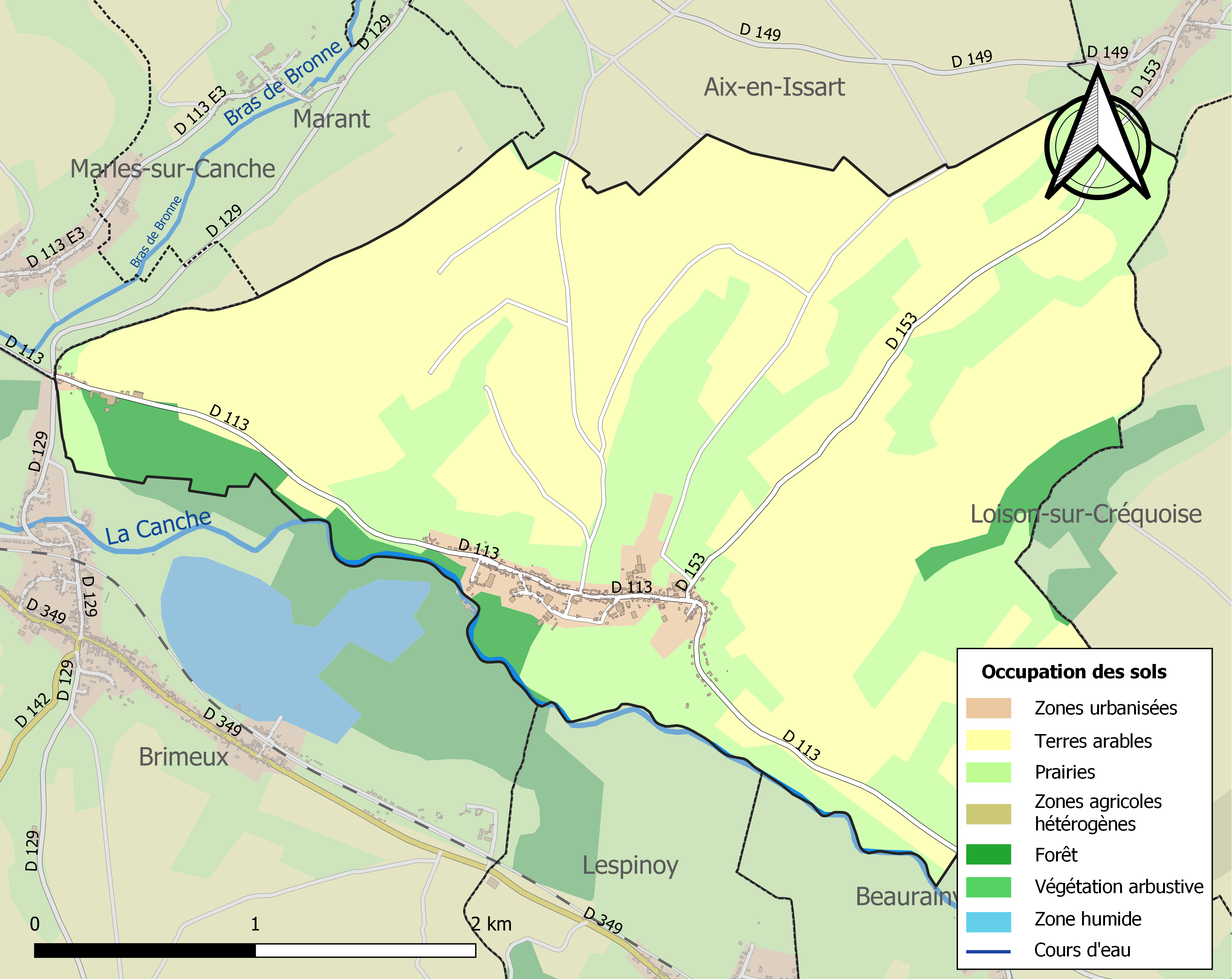
Carte des infrastructures et de l'occupation des sols de la commune en 2018 (CLC).

### Lieux-dits, hameaux et écarts
- Le But de Marles est un hameau de Marenla.
- La Justice,
- les Côtes et les Bois du Bus,
- le fief du Gros Fay et le fief de Machy, tenus de l'abbaye de Sainte-Austreberthe et situés à Marenla, appartenaient au XVIIIe siècle au comte de Lascaris.

## Toponymie
Le nom de la localité est attesté sous les formes Malenchy (1142), Balentiacum lire Malentiacum (1170), Malenchi (1225), Malenla (1295), Meurenla (1520), Merœula (1679), Marenla (1789) ; Maranla en 1793 ; Marenla depuis 1801.

## Histoire
Historique du village.
Marenla est mentionnée dans le diplôme d'Erkembode, évêque de Thérouanne en 637. Elle appartint ensuite (à partir du XIIe siècle, en 1170) à l'abbaye de Sainte-Austreberthe qui y établit un bailli chargé d'exercer la justice. Ces fonctions étaient remplies en 1750 par messire Claude Septier, sieur de Verdure.
Le bailliage comprenait les seigneuries de :
- Marenth,
- Marenla,
- Humbergt,
- Saint-Deneu,
- Bouberck,
- Aix-en-Sihart,
- Sainte-Austreberthe-lès-Hesdin.

Les appels relevaient du bailli d'Amiens, tenant ses assises à Montreuil.
En 1311, Robert Cointeriaux tenait de Williaume de Maintenay, le fief de la Canche à Malenla.
Pendant le séjour du roi Henri II, à la chartreuse de Neuville, le 15 août 1554, les Écossais de la Garde, s'étant imprudemment écartés, furent maltraités par les Impériaux aux environs de Marenla.
La ferme de Marenla (ferme des Dames qui date de 1651) a été reconstruite en 1761, sous l'administration de l’abbesse de Sainte-Austreberthe, Anne-Marie de Jouanne d'Esgeigny.
Adrien Fresnaye, ancien élève de l’École centrale (1847) a créé en 1852 la papeterie de Marenla dans un ancien moulin à huile. L'entreprise ferma en 1895, la liquidation amiable n'était pas terminée en 1901. Adrien Fresnaye fut aussi maire de 1870 à 1896.

### Archéologie
Le clocher de l'église fut rebâti en 1675. La fabrique et l'abbaye de Sainte-Austreberthe supportèrent la dépense par moitié.
Une statue de sainte Austreberthe décore le fronton du retable de l'autel.
En 1849, M. Leroy trouva à Marenla, plus de 10 000 pièces d'argent des règnes de Louis XIII et de Louis XIV.

## Politique et administration

### Découpage territorial
La commune se trouve dans l'arrondissement de Montreuil du département du Pas-de-Calais.

#### Commune et intercommunalités
La commune a fait partie, de 1996 à 2013, de la communauté de communes du val de Canche et d'Authie et, depuis le 1er janvier 2014, elle fait partie de la communauté de communes des 7 Vallées (7 Vallées comm) dont le siège est basé à Hesdin. La communauté de communes regroupe 66 communes et compte 29 425 habitants en 2022

#### Circonscriptions administratives
La commune faisait partie du canton de Campagne-lès-Hesdin, depuis la loi du 22 décembre 1789 reprise par la constitution de 1791, qui divise le royaume (la République en septembre 1792), en communes, cantons, districts et départements.
Dans le cadre du redécoupage cantonal de 2014 en France, elle est maintenant rattachée, ainsi que toutes les communes de l'ancien canton de Campagne-lès-Hesdin, au canton d'Auxi-le-Château qui passe de 26 à 84 communes.

#### Circonscriptions électorales
Pour l'élection des députés, la commune fait partie, depuis 1986, de la quatrième circonscription du Pas-de-Calais.

### Élections municipales et communautaires

#### Liste des maires
| Période                                  | Période                    | Identité         | Étiquette | Qualité                                                         |
| ---------------------------------------- | -------------------------- | ---------------- | --------- | --------------------------------------------------------------- |
| 1870                                     | 1896                       | Adrien Fresnaye  |           | Industriel du papier                                            |
| Les données manquantes sont à compléter. |                            |                  |           |                                                                 |
| avant 1995                               | ?                          | Eugène Secrétin  |           |                                                                 |
| mars 2001                                | 2008                       | Jacqueline Rouze |           |                                                                 |
| mars 2008                                | En cours (au 28 mars 2022) | Pascal Pocholle  |           | Réélu pour le mandat 2014-2020, Réélu pour le mandat 2020-2026, |

## Équipements et services publics

### Espaces publics
La commune est labellisée « 1 fleur » au concours des villes et villages fleuris.

## Population et société

### Démographie
Les habitants de la commune sont appelés les Marenlois.

#### Évolution démographique
L'évolution du nombre d'habitants est connue à travers les recensements de la population effectués dans la commune depuis 1793. Pour les communes de moins de 10 000 habitants, une enquête de recensement portant sur toute la population est réalisée tous les cinq ans, les populations de référence des années intermédiaires étant quant à elles estimées par interpolation ou extrapolation. Pour la commune, le premier recensement exhaustif entrant dans le cadre du nouveau dispositif a été réalisé en 2008.

En 2022, la commune comptait 264 habitants, en évolution de +6,88 % par rapport à 2016 (Pas-de-Calais : −0,72 %, France hors Mayotte : +2,11 %).
| 1793 | 1800 | 1806 | 1821 | 1831 | 1836 | 1841 | 1846 | 1851 |
| ---- | ---- | ---- | ---- | ---- | ---- | ---- | ---- | ---- |
| 403  | 211  | 403  | 356  | 359  | 325  | 342  | 320  | 327  |

| 1856 | 1861 | 1866 | 1872 | 1876 | 1881 | 1886 | 1891 | 1896 |
| ---- | ---- | ---- | ---- | ---- | ---- | ---- | ---- | ---- |
| 366  | 380  | 468  | 434  | 446  | 438  | 452  | 427  | 421  |

| 1901 | 1906 | 1911 | 1921 | 1926 | 1931 | 1936 | 1946 | 1954 |
| ---- | ---- | ---- | ---- | ---- | ---- | ---- | ---- | ---- |
| 340  | 295  | 262  | 272  | 248  | 248  | 252  | 261  | 252  |

| 1962 | 1968 | 1975 | 1982 | 1990 | 1999 | 2006 | 2008 | 2013 |
| ---- | ---- | ---- | ---- | ---- | ---- | ---- | ---- | ---- |
| 272  | 263  | 236  | 222  | 244  | 222  | 217  | 216  | 245  |

| 2018 | 2022 | - | - | - | - | - | - | - |
| ---- | ---- | - | - | - | - | - | - | - |
| 238  | 264  | - | - | - | - | - | - | - |

#### Pyramide des âges
En 2018, le taux de personnes d'un âge inférieur à 30 ans s'élève à 31,5 %, soit en dessous de la moyenne départementale (36,7 %). À l'inverse, le taux de personnes d'âge supérieur à 60 ans est de 28,6 % la même année, alors qu'il est de 24,9 % au niveau départemental.
En 2018, la commune comptait 115 hommes pour 123 femmes, soit un taux de 51,68 % de femmes, légèrement supérieur au taux départemental (51,50 %).
Les pyramides des âges de la commune et du département s'établissent comme suit.
| Hommes | Classe d’âge | Femmes |
| ------ | ------------ | ------ |
| 1,7    | 90 ou +      | 2,4    |
| 3,5    | 75-89 ans    | 8,9    |
| 23,5   | 60-74 ans    | 17,1   |
| 13,9   | 45-59 ans    | 18,7   |
| 27,0   | 30-44 ans    | 20,3   |
| 16,5   | 15-29 ans    | 11,4   |
| 13,9   | 0-14 ans     | 21,1   |

| Hommes | Classe d’âge | Femmes |
| ------ | ------------ | ------ |
| 0,5    | 90 ou +      | 1,6    |
| 5,6    | 75-89 ans    | 8,9    |
| 16,7   | 60-74 ans    | 18,1   |
| 20,2   | 45-59 ans    | 19,2   |
| 18,9   | 30-44 ans    | 18,1   |
| 18,2   | 15-29 ans    | 16,2   |
| 19,9   | 0-14 ans     | 17,9   |

## Culture locale et patrimoine

### Lieux et monuments
- L'église Saint-Aubin, toute en craie.
- Le monument aux morts, surmonté d'une croix latine[44].

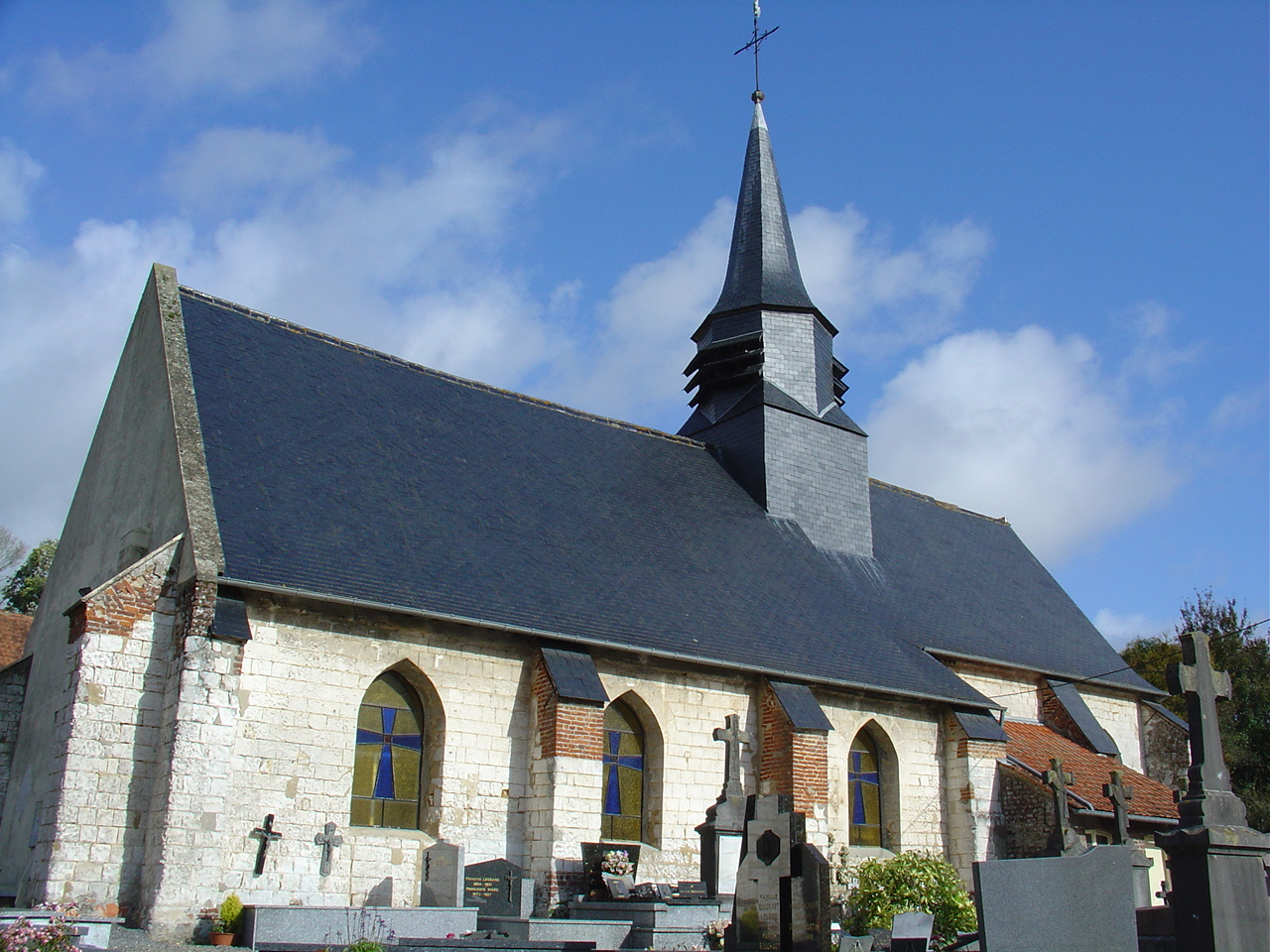
Autre vue de l'église.

### Personnalités liées à la commune
- Marie Fresnaye (1856-1936), sculptrice et céroplaste, née et morte dans la commune. On lui doit les bustes et médaillons commémoratifs de plusieurs personnalités de la région.

### Héraldique
| Blason de Marenla | Blason  | D'argent à la molette de gueules accompagnée de quatre flanchis du même. |
| Blason de Marenla | Détails | La molette de l'abbaye de Sainte-Austreberthe, imposée par d'Hozier (édit de 1696), tant de fois déclinée, vient aux armes de cette commune, dont l'abbaye était seigneur. Le statut officiel du blason reste à déterminer. |

## Pour approfondir

#### Bases de données, dictionnaires et encyclopédies
- Ressources relatives à la géographie :   - Insee (communes)
  - Ldh/EHESS/Cassini
- Ressource relative à plusieurs domaines :   - Annuaire du service public français
- Notices d'autorité :   - BnF (données)